# Mybi

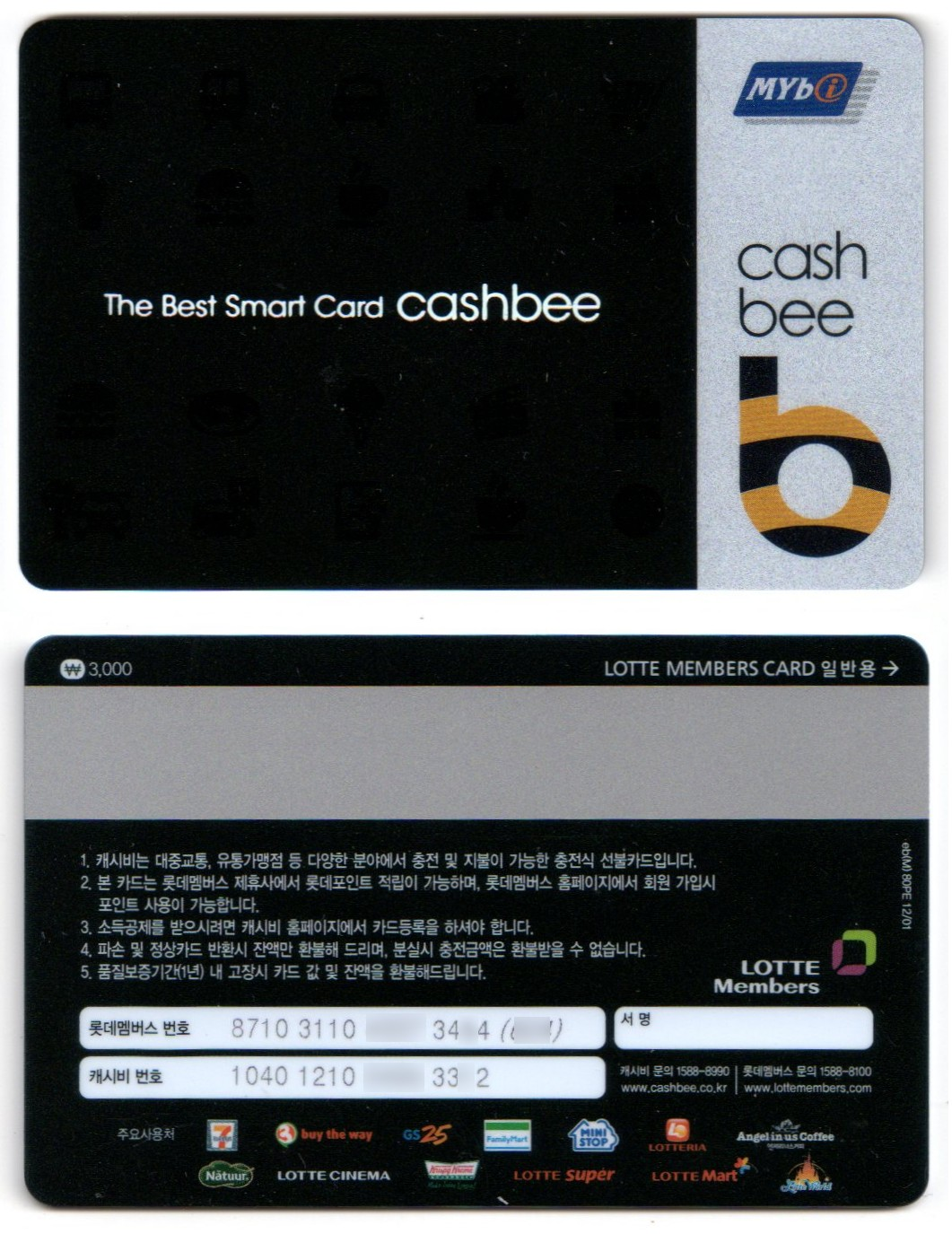

Thẻ Mybi là một loại thẻ thông minh không tiếp xúc từng được sử dụng ở Hàn Quốc. Hệ thống này được giới thiệu vào năm 2000 như một hệ thống thu phí thanh toán mới cho khu vực Busan và hiện đã ngừng hoạt động. Xem cashBee. Lotte đặt tên mới và thống nhất thẻ thanh toán. (Thẻ eB -> Upass + Mybi = cashBee)

## Công nghệ
Mybi sử dụng MIFARE Tiêu chuẩn 1k và công nghệ PROX.

## Khả năng tương thích
KB Free Pass và KTX Family Card là hệ thống tương thích với Mybi.

## Khu vực được sử dụng
Mybi đã được sử dụng ở nhiều khu vực:
- Busan (Thẻ Busan Kỹ thuật Số (Digital Busan Card)): tàu điện ngầm, tắc xi, xe buýt, tuyến đường thu phí, bãi đậu xe
- Ulsan (Thẻ Ulsan Kỹ thuật Số (Digital Ulsan Card)): xe buýt
- Jinju (Thẻ Gyeongnam Kỹ thuật Số (Digital Gyeongnam Card)): xe buýt
- Changwon (Thẻ Gyeongnam Kỹ thuật Số (Digital Gyeongnam Card)): xe buýt
- Gimhae (Thẻ Gimhae For You (Gimhae For You Card)): xe buýt
- Yangsan (Thẻ Gyeongnam Kỹ thuật Số (Digital Gyeongnam Card)): xe buýt
- Sacheon (Thẻ Gyeongnam Kỹ thuật Số (Digital Gyeongnam Card)): xe buýt
- Gimcheon, Gumi (Thẻ Sinnari (Sinnari Card)): xe buýt
- Gyeongju (Digital Busan Card, Digital Ulsan Card): xe buýt
- Gwangju (Thẻ Bitgoeul (Bitgoeul Card)): tàu điện ngầm, xe buýt
- Chuncheon: xe buýt
- Wonju: xe buýt
- Tae Bak, Pyeong Chang, Samcheok, Gang Reung, Sok Cho, Yeong Weol, Jeong Sun: xe buýt
- Seoul: tàu điện ngầm, xe buýt
- Toàn bộ khu vực Chungcheongbukdo (Thẻ điện tử Ettum (Ettum e-Card)): xe buýt
- Toàn bộ khu vực Chungcheongnamdo (Thẻ Chungnam Kỹ thuật Số (Digital Chungnam Card)): xe buýt
- Toàn bộ khu vực Jeollabukdo (Thẻ Sinmyungie (Sinmyungie Card): xe buýt
- Toàn bộ khu vực Jeollanamdo (Thẻ Yehyang Jeonnam Kỹ thuật Số (Digital Yehyang Jeonnam Card)): xe buýt
- AREX